# 잘릴 화이트
절릴 화이트(Jaleel White, 영어 발음: /dʒə'li:l/, 1976년 9월 27일 ~ )는 미국의 배우이다.

## 출연 작품
- 더 콰이어 디렉터 (2018)
- 4플레이 (2014)
- 덤벨스 (2014)
- 로레인 (2014)
- 가디언스 오브 루나 (2014)
- 라임스 위드 바나나 (2012)
- 주디 무디 앤 더 낫 버머 서머 (2011)
- 틴에이지 파파라치 (2010)
- 메가샤크 VS 크로코사우러스 (2010)
- 와일드 울프 (2009)
- 미라클 독스 투 (2006)
- 퍼프, 퍼프, 패스 (2006)
- 빅 팻 라이어 (2002)
- 우리 친구 마틴 (1999)
- 매직 스워드 (1998)
- 스텝 바이 스텝 (1991)
- 여름날의 캠프 소동 (1990)